# Maldegemveld
Het Maldegemveld is een natuurgebied in Knesselare en Maldegem in België. Het is gelegen aan de noordoostelijke rand van het Drongengoedbos, op een langgerekte rug die zich uitstrekt van Oedelem tot Zomergem en waarvan de hoogte oploopt tot 29 meter, de cuesta van het Meetjesland. Het gebied bestaat zowel uit heide als bos. Het Maldegemveld is Europees beschermd als onderdeel van het Natura 2000-gebied 'Bossen en heiden van Zandig Vlaanderen: oostelijk deel' (BE2300005).

## Geschiedenis
Tot de late bronstijd was de Vlaamse zandstreek voor het grootste deel begroeid met gemengd loofbos. Het aandeel bos verminderde vanaf de elfde eeuw voor Christus onder invloed van branden, kappen, klimaatwijzigingen en overbegrazing. Het landschap veranderde naar een gebied met boomrijke heide, ook wel wastine genoemd, het historische Maldegemveld. Het gebied werd verschillende malen ontgonnen. Een eerste maal gebeurde dit in de 10de en 11de eeuw toen het gedeeltelijk beplant werd met loofbos. In deze periode van de middeleeuwen werden in dit gebied drie hoeves opgericht: de Abdijhoeve van Papinglo, de Drongengoedhoeve in Ursel, die gebouwd werd door de abdij van Drongen, en de Burkelhoeve. Volgens de Mercator-kaart uit het midden van de 16de eeuw en de Ferraris-kaart uit 1775 besloeg het Maldegemveld ongeveer 2000ha. Het gebied strekte zich uit over het territorium van de gemeenten Ursel, Maldegem, Knesselare, Oedelem en Adegem. Het landschap bestond op dat moment uit een halfnatuurlijk of cultuurlandschap dat ontstaan was door toedoen van menselijke activiteit. Het zag er uit als een mozaïek van heidevegetaties, eiken-berkenbossen en kreupelhout zoals toen ook terug te vinden was in het Bulskampveld en andere veldgebieden ten zuidwesten van Brugge.
Verdere ontginningen grepen drastisch in vanaf de tweede helft van de 18de eeuw. De resterende heide van dit woeste veldgebied werd omgezet naar landbouwgrond of naaldbos. Op de Ferraris-kaart van het gebied is te zien dat de vroegere visvijvers veranderd waren in bos of nat grasland. In het Maldegemveld werd een dambordpatroon van dreven aangelegd dat tot op vandaag nog zichtbaar is in het landschap. Door deze veranderingen nam de begrazing van gebied sterk af alsook het gebruik van plaggen van graszoden of heide als meststof. In de 20ste eeuw met de ontwikkeling van kunstmest werden enkele van de laatste stukken heide omgezet naar landbouwgrond of bebost met grove den, fijnspar en lork. Door het veranderde landgebruik en de verhoogde stikstofdepositie uit de lucht nam het aandeel heide in het gebied nog verder af. De laatste relicten van heide konden enkel teruggevonden worden langs dreven, bermen en open bosranden. Recent wordt een deel van het Maldegemveld gedeeltelijk weer terug tot een heidenatuurgebied omgevormd.

## Fauna
In het gebied komen onder andere de groene zandloopkever, verschillende zandbijen en vlinders voor. In de natte delen van het gebied leven salamanders en libellen. Ook de levendbarende hagedis leeft in dit gebied net als reeën, damherten en gallowayrunderen.
In bosranden en op de heide komen onder andere de boompieper, nachtzwaluw en boomleeuwerik voor. In het open eiken- berkenbos broeden onder andere de zwarte en bonte specht, fitis, tjiftjaf en boomklever. In de nog resterende bestanden van grove den komen de kuifmees en kruisbek voor. Roofvogels die in het gebied gezien werden zijn de buizerd, wespendief, sperwer en boomvalk.

## Flora
De natte stukken heide bestaan voornamelijk uit gewone dopheide en zonnedauw. De drogere heide bestaat uit struikheide. Op de schrale graslanden groeit tormentil, stekelbrem en liggende vleugeltjesbloem.

## Fungi
In het najaar groeien in het Maldegemveld onder andere de kabouterwasplaat en het vuurzwammetje.

## Recreatie
In het gebied zijn twee wandelingen aangeduid die beide starten aan de Drongengoedweg:
- Wastinepad (8 km) aangeduid met blauwe markeringen
- Krakkepad (3,5 km) aangeduid met rode markeringen[3]

## Galerij

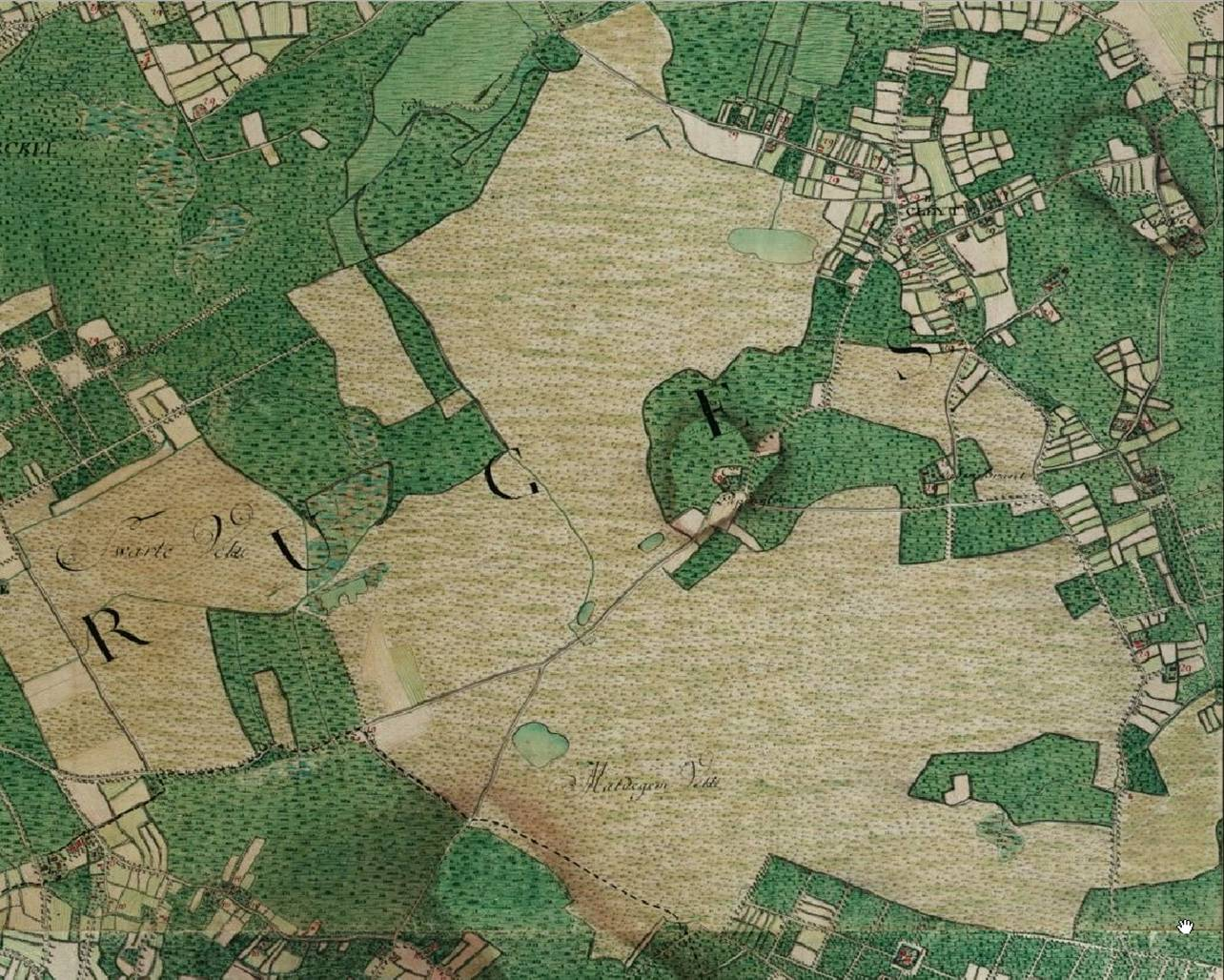
Maldegemveld op de kaart van Ferraris.
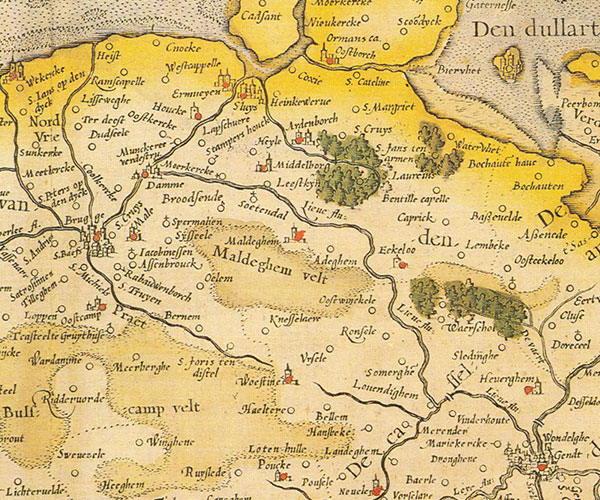
Maldegemveld en Bulskampveld waren lang twee grote heidegebieden.
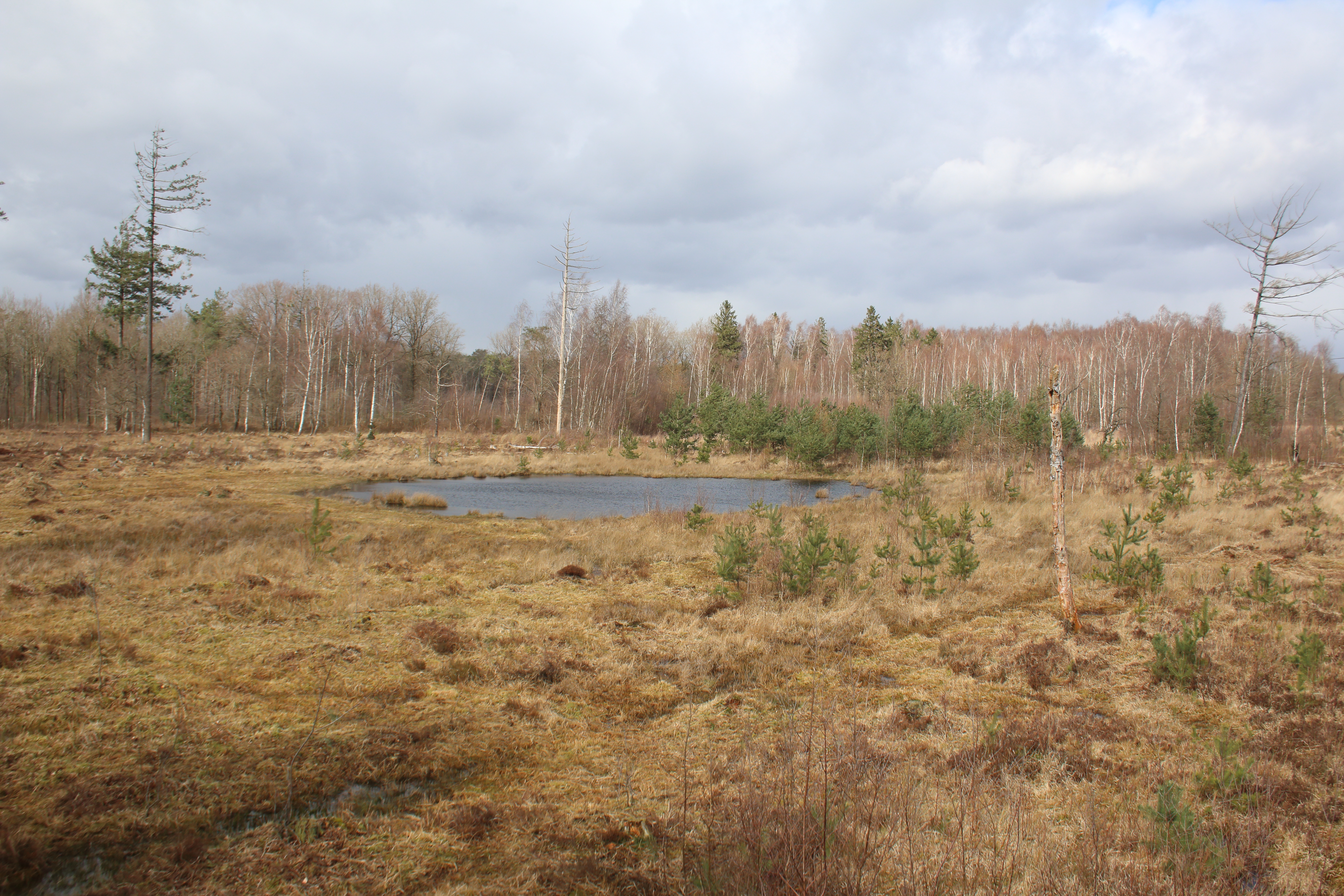
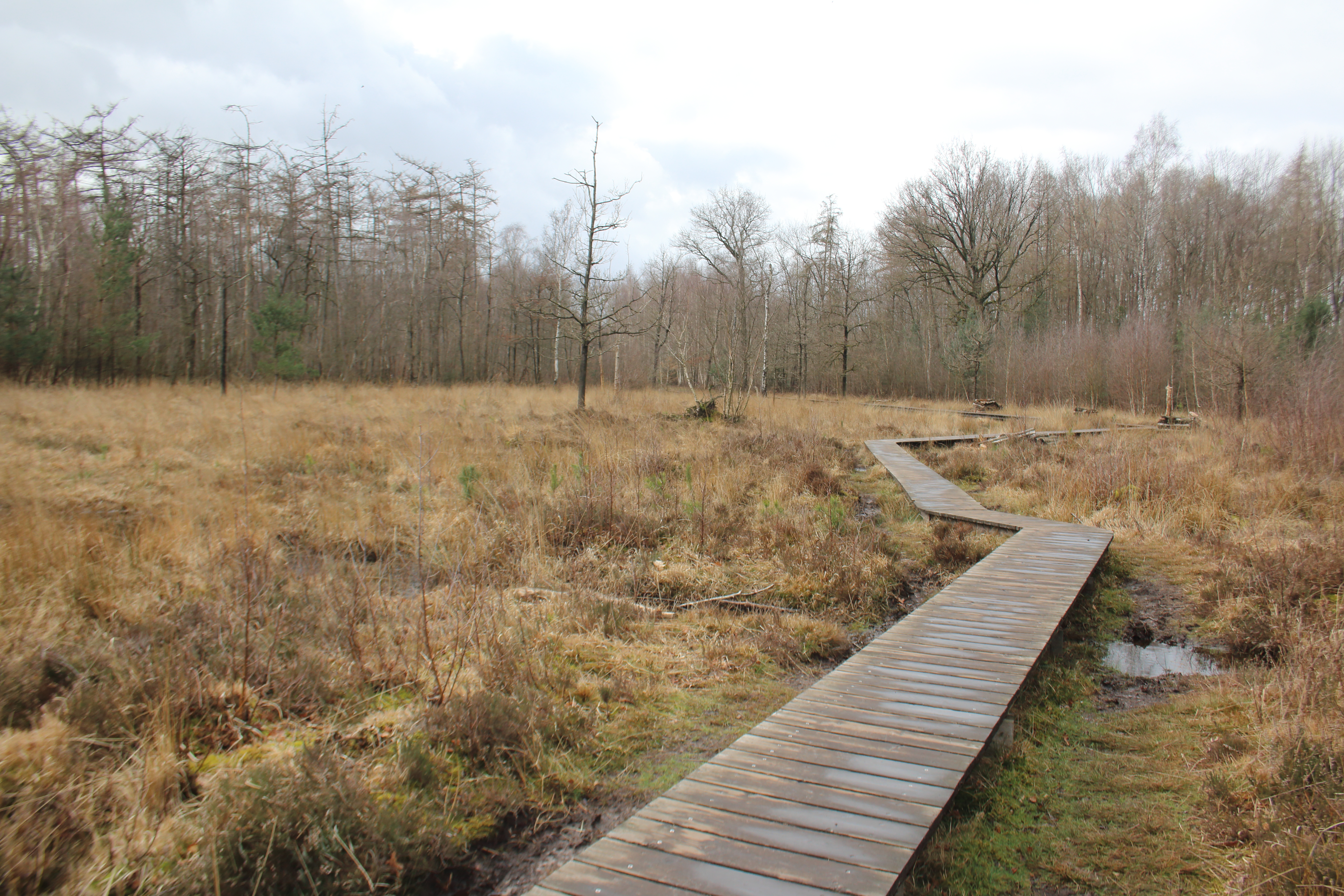
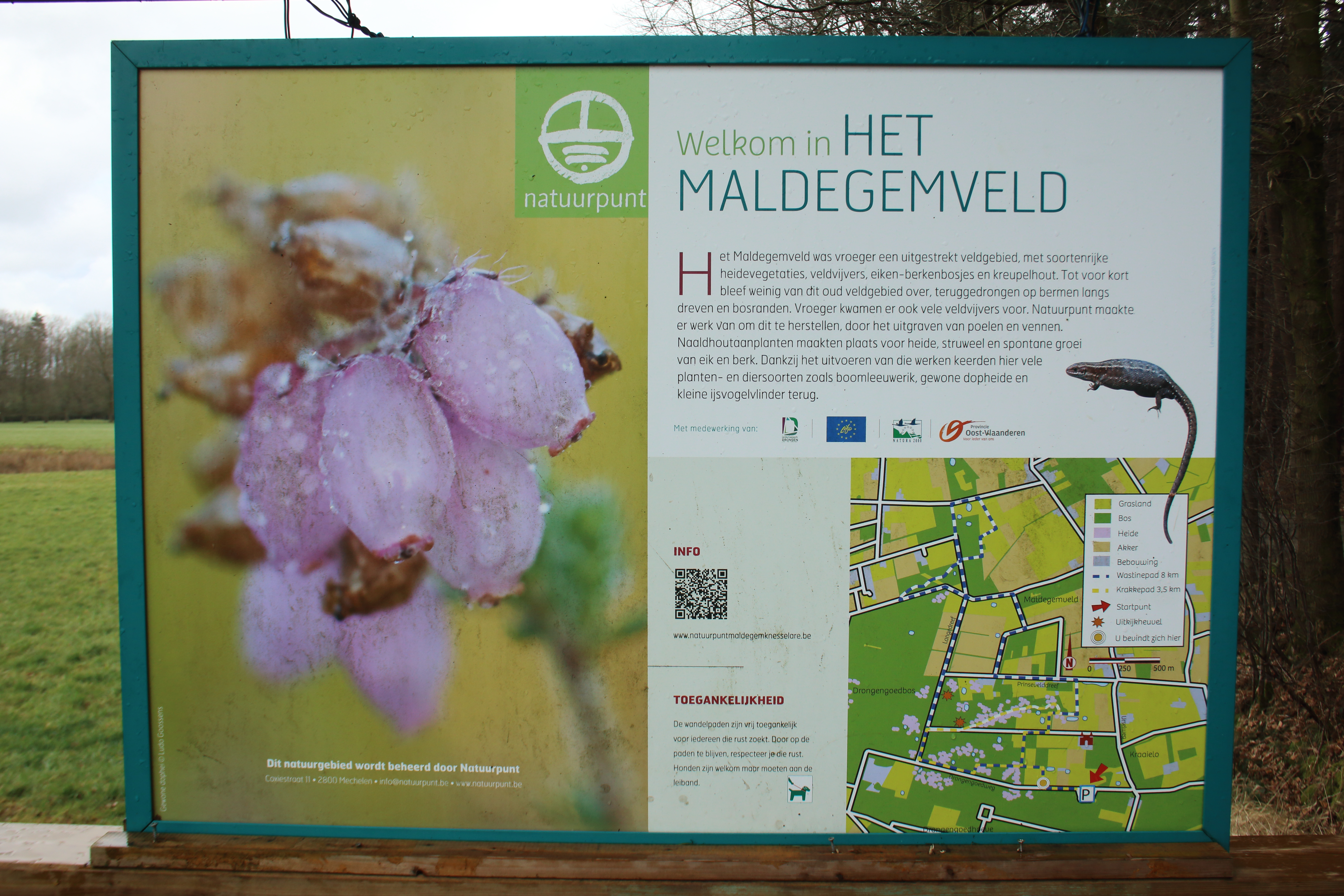
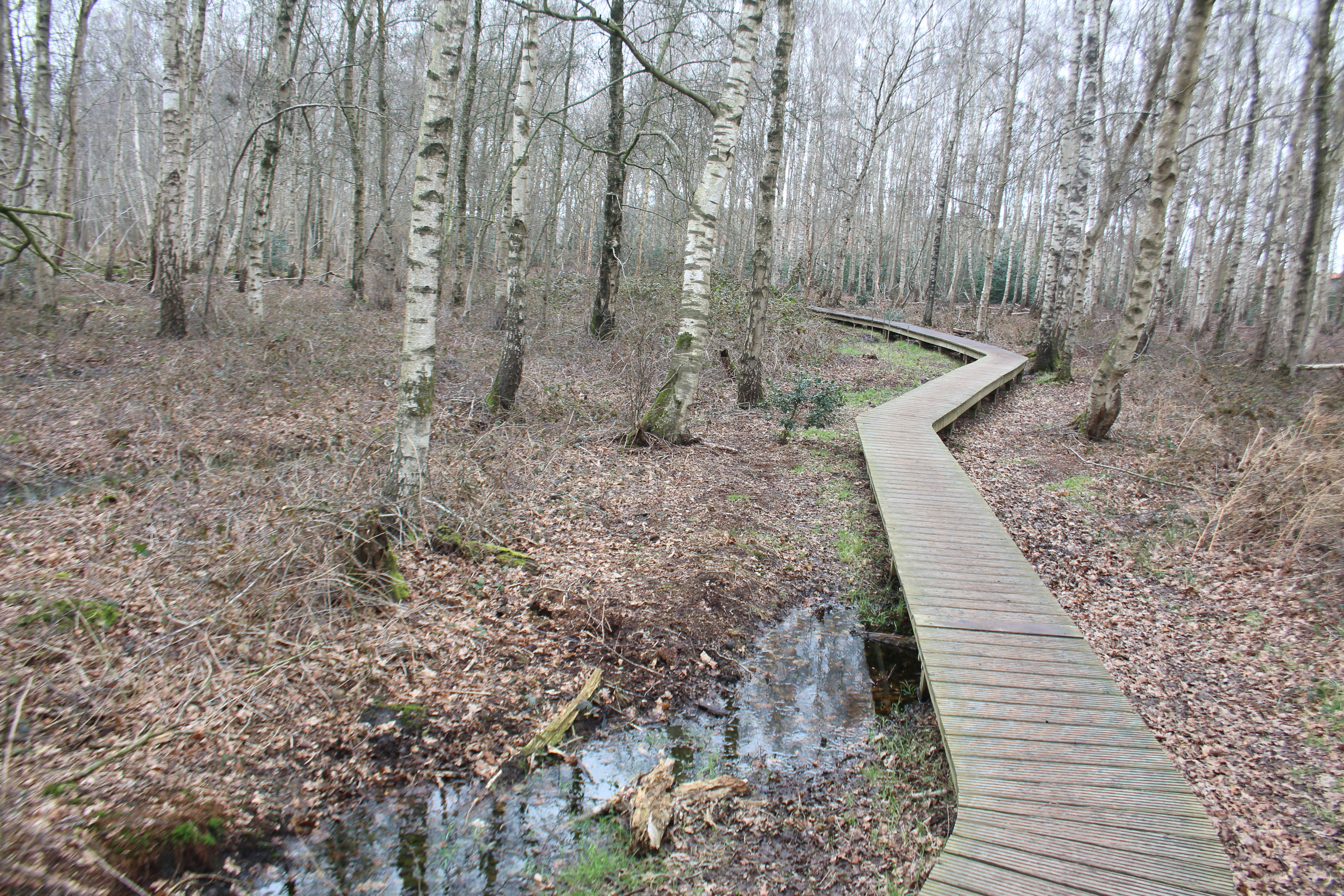